# Der Sturm (Munch)
Der Sturm (norwegisch: Stormen) ist ein Gemälde des norwegischen Malers Edvard Munch. Es entstand 1893 in Åsgårdstrand und beruht auf einem realen Sturm, der im Sommer in der Gegend aufgetreten war.

## Bildbeschreibung
In der rötlich blauen Dämmerung einer nordischen Sommernacht herrscht ein starker Sturm, unter dem sich die Bäume nach links biegen. Das dahinterliegende Haus ist hell erleuchtet, die gelbe Farbe ist teilweise abgekratzt, um die Helligkeit zu erhöhen. Am Strand im Vordergrund steht eine Gruppe von Frauen in verschiedenfarbigen Kleidern, deren Körper nur skizzenhaft angedeutet sind. Leicht links vom Zentrum versetzt hat sich eine einzelne Frau im weißen Kleid aus der Gruppe gelöst und bewegt sich weiter auf die Mole zu. Alle Frauen haben die Hände gegen die Ohren gepresst, um sich vor dem Sturm zu schützen.

## Interpretation
Laut Ulrich Bischoff hat Munch in Der Sturm aus den naturalistischen Bestandteilen Sturm, Menschengruppe und dem Strand von Åsgårdstrand, der sich leicht als Ort des Geschehens identifizieren lässt, eine dramatische Naturschilderung geschaffen, die zu einer Seelenlandschaft werde. Äußerlich veranschaulicht sie den Gegensatz zwischen dem sicheren, hell erleuchteten Haus, das die Frauen verlassen haben, und den tobenden Naturgewalten in der dunklen Nacht. Die Geste der Frauen sei aber nicht nur Schutz gegen den Sturm, sie sei gleichzeitig auch Ausdruck einer inneren Spannung. Im übertragenen Sinne symbolisiert sie die Verfassung einer Gesellschaft, die ähnlich wie in den Dramen Henrik Ibsens aufs Äußerste gespannt sei und zu explodieren drohe.
Für den zeitgenössischen Kritiker Willy Pastor nutzte Munch in Der Sturm „einen bestimmten Vorgang, um das Drohende, Beklemmende eines mächtigen Vorgangs zu schildern.“ Die Szenerie sei ins Dunkel der Nacht getaucht, damit die Figuren nicht hervortreten, ihre Mienen nicht sprechen: „der Sturm und seine gewaltige Natursprache ist das Wesentliche.“ Das Gemälde sei ein Sinnbild, das wie die abstrakte Kunst einen einzelnen Aspekt der Erfahrungs- und Gefühlswelt des Menschen durch ein emotives Symbol ausdrücke.
Ann Temkin, die Kuratorin des MoMa betont den Gegensatz zwischen der geschlossenen Gruppe von fünf oder sechs Frauen und der vereinzelten Figur, die isoliert steht. Sie sieht darin einen Ausdruck von Munchs eigenem Empfinden, als ein Künstler, der sich außerhalb der Gesellschaft befindet. Die Geste der Frauen, die ihre Hände gegen die Ohren pressen, erinnert sie unwillkürlich an jene auf Munchs berühmten Gemälde Der Schrei, das im gleichen Jahr entstand. Auch Bischoff sieht die Frau der geschlechtslosen Figur in Der Schrei verwandt. Die Frau im weißen Kleid taucht aber auch in anderen zentralen Werken Munchs wieder auf, so in Die Frau in drei Stadien, Der Tanz des Lebens und im Reinhardt-Fries.

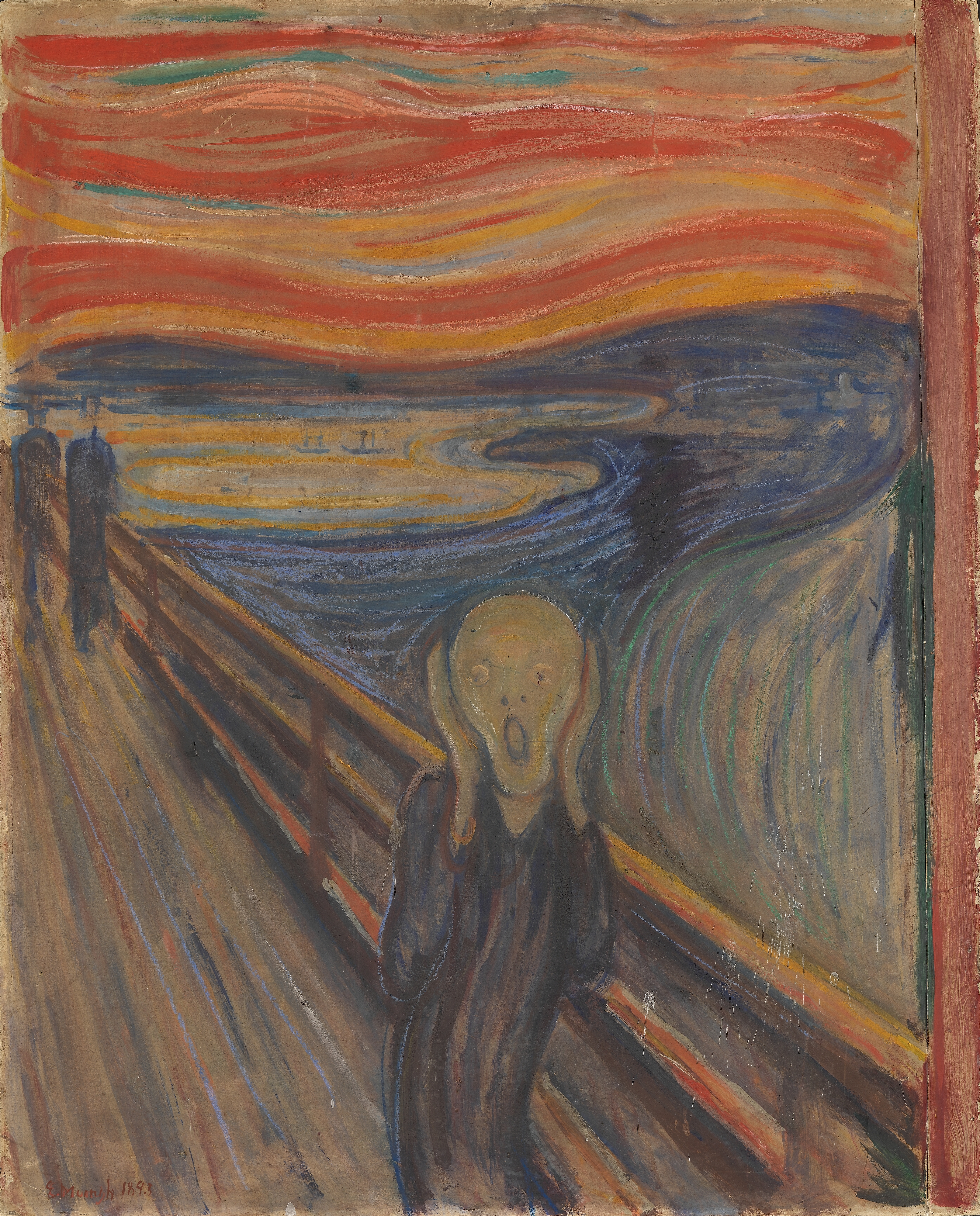
Der Schrei (1893, Norwegische Nationalgalerie Oslo)
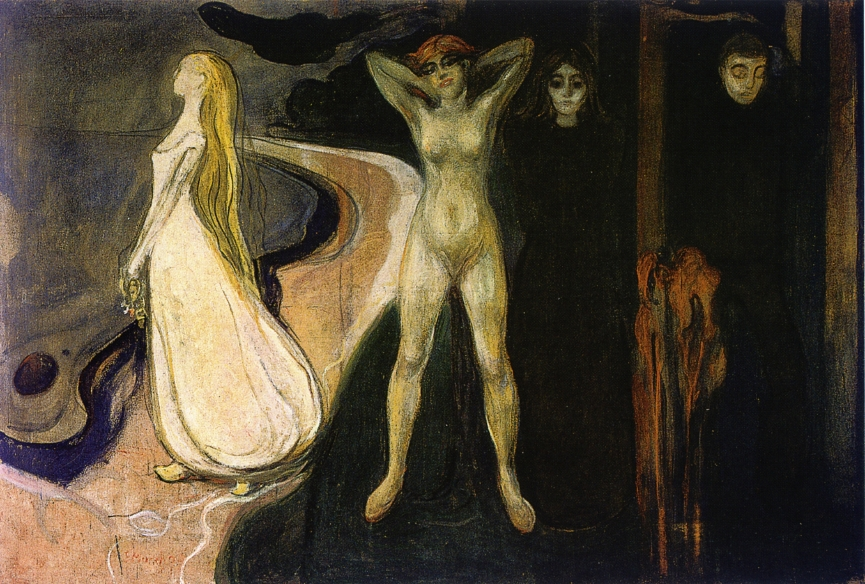
Die Frau in drei Stadien (1894, Kunstmuseum Bergen)
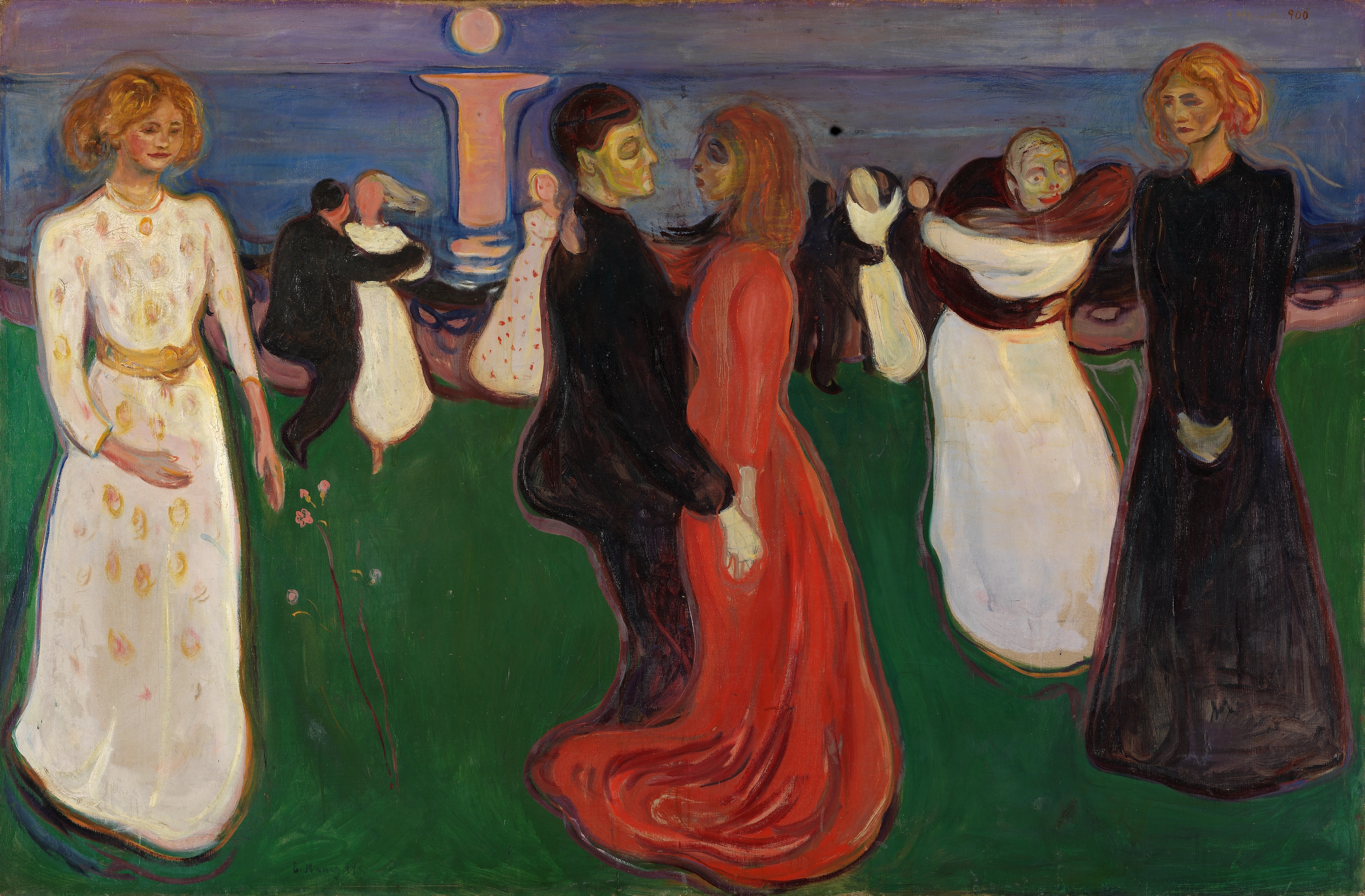
Der Tanz des Lebens (1899/1900, Norwegische Nationalgalerie Oslo)
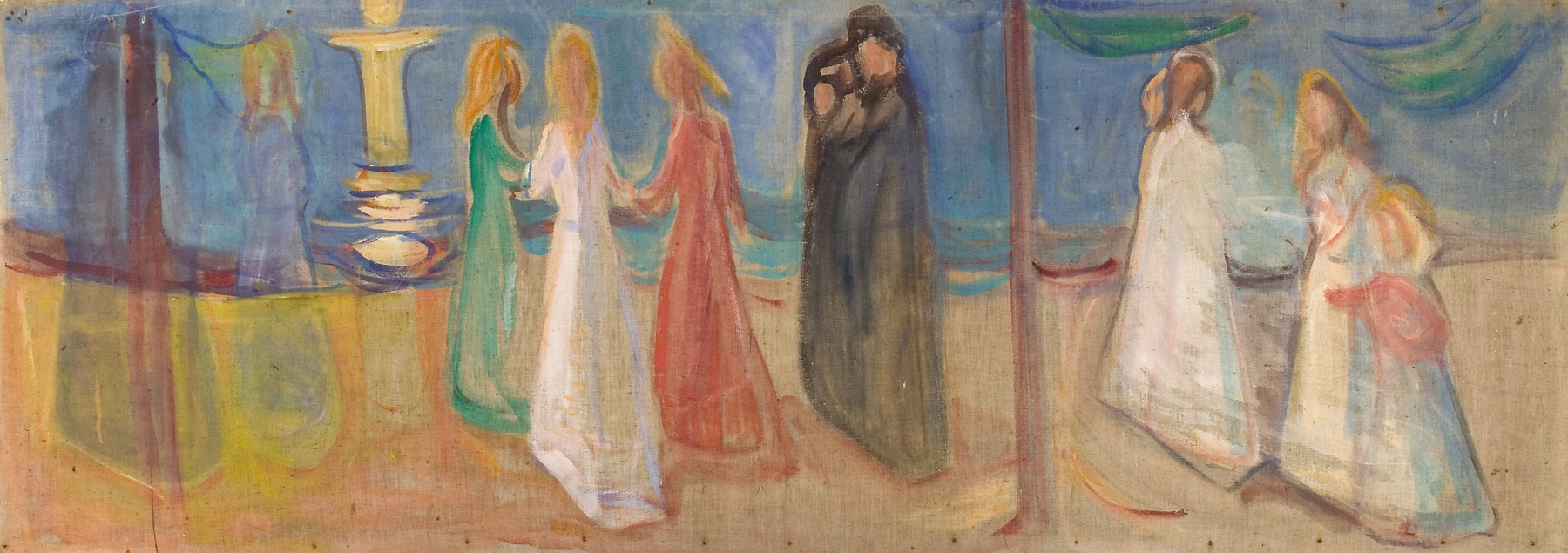
Leidenschaft (Reinhardt-Fries, 1906/07, Munch-Museum Oslo)

## Hintergrund

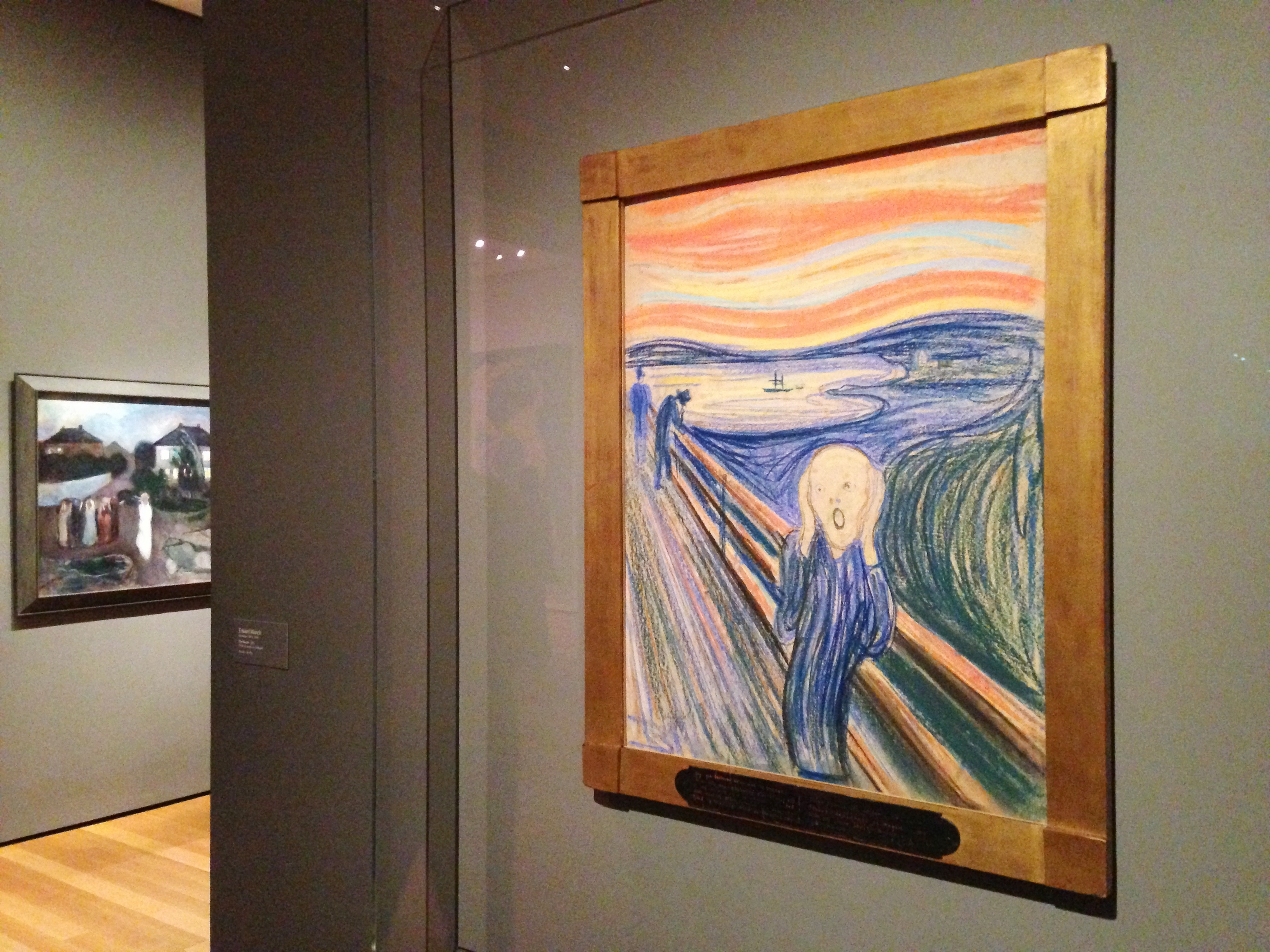
Der Sturm im Museum of Modern Art, im Vordergrund eine Version des Schreis, 2013

Jens Thiis, der spätere Direktor der Norwegischen Nationalgalerie in Oslo, berichtete in seinen Memoiren, dass Munchs Bild Der Sturm ein tatsächliches Ereignis vorangegangen war. Thiis hatte den Sommer in Åsgårdstrand verbracht, einer beliebten Sommerfrische für die Menschen aus der norwegischen Hauptstadt. Dabei residierte er in jenem Hotel, das mit erleuchteten Fenstern im Bildhintergrund zu sehen ist. Nach einem sonnigen Spätsommertag zog unvermittelt ein Unwetter auf. Eine Gruppe von ortsansässigen Frauen versammelte sich am Strand, um nach ihren Männern Ausschau zu halten, die mit ihren Fischerbooten das Ufer zu erreichen versuchten. Die Frau im weißen Kleid war nach Thiis Angaben seine spätere Ehefrau Ragna Vilhelmine Dons. Munch habe das Geschehen am Folgetag in seinem Gemälde festgehalten.
Donald W. Olson, ein Astrophysiker an der Texas State University, fand heraus, dass in Åsgårdstrand am Abend des 19. August 1893 ein Sturm aufgetreten war, der zu den Beschreibungen passte. Der helle Stern im Himmel des Bildes, den er als Arktur identifizierte, den Hauptstern im Bärenhüter, bestätigt, dass der Sturm gegen 9 Uhr abends aufgetreten sein muss. In manchen Reproduktionen des Bildes fehle dieser Stern, weil Bildbearbeitungsprogramme den weißen Fleck als Bildfehler eliminiert hätten.
Das Bild, das sich im Besitz des Ehepaares H. Irgens Larsen befand, ging 1974 als Schenkung an das Museum of Modern Art in New York. In Europa ist es laut Ulrich Bischoff weniger bekannt.